# 레만호에 지다
《레만호에 지다》는 1979년 6월 23일부터 6월 24일까지 KBS 1TV에서 방영된 2부작 6.25 특집 드라마이다. 신혼 부부인 이재원과 하마리가 북괴의 남침(한국 전쟁)으로 인해 헤어진 이후에 남남북녀가 되어 스위스 제네바에서 만나지만 끝내 부부가 되지 못하고 레만호에 지고 만다는 이야기를 그린 드라마이다.

## 제작진
- 연출: 임학송
- 극본: 한운사

## 등장인물
- 정애리
- 이영하
- 김진해
- 나옥녀
- 이종만
- 강민호
- 이신재
- 김봉근
- 이일웅
- 반효정
- 이한나
- 박시영